# Lars Figura
Lars Figura (Bremen, Alemania, 25 de marzo de 1976) es un exatleta alemán especializado en los 400 metros lisos. A lo largo de su carrera deportiva se destacó tanto a nivel nacional como internacional, logrando importantes reconocimientos antes de retirarse del atletismo en 2004 para dedicarse a su carrera académica y en el ámbito del derecho.

## Carrera deportiva
En el Campeonato Europeo de Atletismo en Pista Cubierta de 2000 ganó la medalla de plata en los relevos de 4x400 metros, con un tiempo de 3:06.64 segundos, tras la República Checa (oro) y por delante de Hungría (bronce).